# Австрія на літніх Олімпійських іграх 2024
Австрію на літніх Олімпійських іграх 2024 представляли сімдесят вісім спортсменів у двадцять одному виді спорту.

## Медалісти
| Медаль | Ім'я                  | Вид спорту             | Змагання     | Дата      |
| ------ | --------------------- | ---------------------- | ------------ | --------- |
| 1      | Лара Вадлау Лукас Мер | Вітрильний спорт       | 470          | 8 серпня  |
| 1      | Валентин Бонтус       | Вітрильний спорт       | Формула Кайт | 9 серпня  |
| 3      | Міхаела Поллерес      | Дзюдо                  | до 70 кг     | 31 липня  |
| 3      | Якоб Шуберт           | Спортивне скелелазіння | комбінація   | 9 серпня  |
| 3      | Джессіка Пільц        | Спортивне скелелазіння | комбінація   | 10 серпня |